# Argalista umbilicata
Argalista umbilicata is een slakkensoort uit de familie van de Colloniidae. De wetenschappelijke naam van de soort is voor het eerst geldig gepubliceerd in 1926 door Powell.